# Рибновськ
Рибновськ (рос. Рыбновск) — село у Охінському міському окрузі Сахалінської області Російської Федерації.
Населення становить 87 осіб (2013).

## Історія
Від 1925 року належить до Охінського міського округу Сахалінської області.

## Населення
| 1939 | 1959 | 2002 | 2010 | 2013 |
| ---- | ---- | ---- | ---- | ---- |
| 1073 | ↘948 | ↘106 | ↘96  | ↘87  |